# Biblioteca Pública Leopoldo Boeck
A Biblioteca Pública Leopoldo Boeck é uma biblioteca pública localizada na cidade brasileira de Porto Alegre, capital do estado do Rio Grande do Sul.
Mantida pela Secretaria de Cultura do referido estado, a biblioteca foi fundada no dia 12 de fevereiro de 1976, a partir da vontade da comunidade local ter um espaço para atividades culturais. O prédio em que está sediada foi erguido pelos próprios moradores do Conjunto Habitacional Coinma, num terreno pertencente ao seu centro comunitário, no bairro Jardim Itu-Sabará. Tempos depois, a manutenção da biblioteca, nomeada a partir de Leopoldo Boeck - patrono da Feira do Livro de Porto Alegre em 1974 - passou a ser de competência da Secretaria Estadual de Cultura.
O acervo da biblioteca compreende cerca de 16 mil obras, dentre livros, dicionários e revistas, disponíveis para consulta local ou empréstimo a domicílio. Há também atividades lúdicas para crianças, como hora do conto, jogos de mesa, desenho e pintura, bem como apresentações de filmes e ciclos de palestras.